# Bryopezus
Bryopezus är ett släkte av steklar som beskrevs av Erdös 1951. Bryopezus ingår i familjen finglanssteklar.
Släktet innehåller bara arten Bryopezus brevipennis.